# Poljuschko Pole
Poljuschko Pole (russisch Полюшко Поле [ˈpolʲʊʂkə ˈpolʲɪ], deutsch: „Feldchen, Feld“ bzw. „Wiesenland“) ist ein russisches Lied, das 1933 von Lew Knipper komponiert wurde.

## Geschichte
Das Lied ist Bestandteil seiner 4. Sinfonie mit Chor Die Ballade vom Kämpfer-Komsomolzen (1934) (russisch Поэма о бойце-комсомольце, Poema o Boize-Komsomolze). Der zugehörige Text stammt von Wiktor Michailowitsch Gusew.

## Populärkultur
In der Westlichen Welt wurde das Lied erstmals während des Zweiten Weltkrieges von Glenn Miller und Jerry Gray unter dem Titel The Red Cavalry March oder Russian Patrol adaptiert. Auch danach wurde es häufig gecovert, so von den Spotnicks (The Rocket Man, 1961), Jefferson Airplane (Meadowlands, 1969), Blackmore’s Night (Gone with the Wind, 1999) oder in Deutschland Iwan Rebroff.
David Bowie verwendete 1971 die Melodie als Refrain für Velvet Goldmine. Fairoz brachte 1974 eine Version auf dem Album Loulou heraus.
Des Weiteren wird es in den Filmen Die Russen kommen! Die Russen kommen! (1966), Leningrad Cowboys Go America (1989) sowie Cast Away – Verschollen (2000) verwendet. Im Falle der Leningrad Cowboys wurde das Lied mit Kasakka (finnisch: „Kosake“) betitelt.
Christian Bruhn komponierte 1980 für den Soundtrack von Captain Future ebenfalls eine Popvariante ohne Text mit dem Titel Space-Wind.
Im 9. Teil der japanischen Anime-Filmreihe Girls und Panzer (2012) tanzen die Pravda-Girls nach einer Instrumentalversion von Lantis Co.

## Text
| Russisch Полюшко-поле, полюшко, широко поле, Едут по полю герои, Эх, да красной армии герои. Девушки плачут, Девушкам сегодня грустно, Милый надолго уехал, Эх, да милый в армию уехал. Девушки, гляньте, Гляньте на дорогу нашу, Вьётся дальняя дорога, Эх, да развесёлая дорога. Только мы видим, Видим мы седую тучу, Вражья злоба из-за леса, Эх, да вражья злоба, словно туча. Эх, девушки, гляньте, Мы врага принять готовы, Наши кони быстроноги, Эх, да наши танки быстроходны. Эх, пусть же в колхозе Дружная кипит работа, Мы дозорные сегодня, Эх, да мы сегодня часовые. Девушки, гляньте, Девушки, утрите слезы. Пусть сильнее грянет песня, Эх, да наша песня боевая! | Transkription Poljuschko-pole, poljuschko, schiroko pole, jedut po polju geroi, eh, da krasnoi armii geroi. Dewuschki platschut, dewuschkam sewodnja grustno, mily nadolgo ujechal, eh, da mily w armiju ujechal. Dewuschki, gljante, gljante na dorogu naschu, wjotsja dalnjaja doroga, eh, da raswesjolaja doroga. Tolko mi widim, widim mi seduju tutschu, wraschja sloba is-sa lesa, eh, da wraschja sloba, slowno tutscha. Eh, dewuschki, gljantje, mi wraga prinjat gotowy, naschi koni bistronogi, eh, da naschi tanki bystrochodny. Eh, pust sche w kolchose druschnaja kipit rabota, my dosornyje sewodnja, eh, da my sewodnja tschasowyje. Dewuschki, gljante, dewuschki, utrite slesy. Pust silnee grjanet pesnja, eh, da nascha pesnja boewaja! | Übersetzung Feldchen, Feld, Feldchen, weites Feld, es fahren über's Feld Helden, ach, der Roten Armee Helden. Die Mädchen weinen, den Mädchen ist heute traurig zumute, der Liebste ist für lange Zeit weggefahren, ach, der Liebste ist in die Armee gegangen. Ihr Mädchen, schaut nur, blickt auf unsere Straße, in der Ferne windet sich die Straße, ach, eine fröhliche Straße. Nur wir sehen, sehen die graue Regenwolke, feindliche Bosheit schaut hinter dem Wald hervor, ach, feindliche Bosheit gleich einer Regenwolke. Ach, ihr Mädchen, schaut nur, den Feind zu empfangen sind wir bereit, unsere Rösser sind schnellfüßig, ach, und auch unsere Panzer sind schnell. Ach, lasst in der Kolchose freundschaftlich die Arbeit kochen, wir sind die Wächter heute, ach, wir passen auf sie auf. Ihr Mädchen, schaut nur, ihr Mädchen, trocknet eure Tränen. Lasst das Lied noch lauter erschallen, ach, unser Kampfeslied! |